# Mercado de la Esperanza
El mercado de la Esperanza o plaza de la Esperanza es un mercado de abastos construido en el centro de Santander (Cantabria, España), junto al ayuntamiento. Fue proyectado por los arquitectos Eduardo Reynals y Juan Moya en 1897. Su importancia arquitectónica e histórica radica en que es una de las grandes y escasas muestras de arquitectura en hierro decimonónica conservadas en España. Fue inaugurado el 10 de abril de 1904, mereciendo a sus artífices la Medalla de la Real Academia de Bellas Artes de San Fernando. Fue declarado monumento histórico-artístico en 1977. Actualmente se trata del mercado más grande en su tipo de Cantabria, dedicado fundamentalmente a la alimentación. La planta baja se dedica en su totalidad a la venta de pescado y marisco, mientras que la planta alta está dedicada a la venta de productos cárnicos, lácteos, frutas y verduras.

## Historia

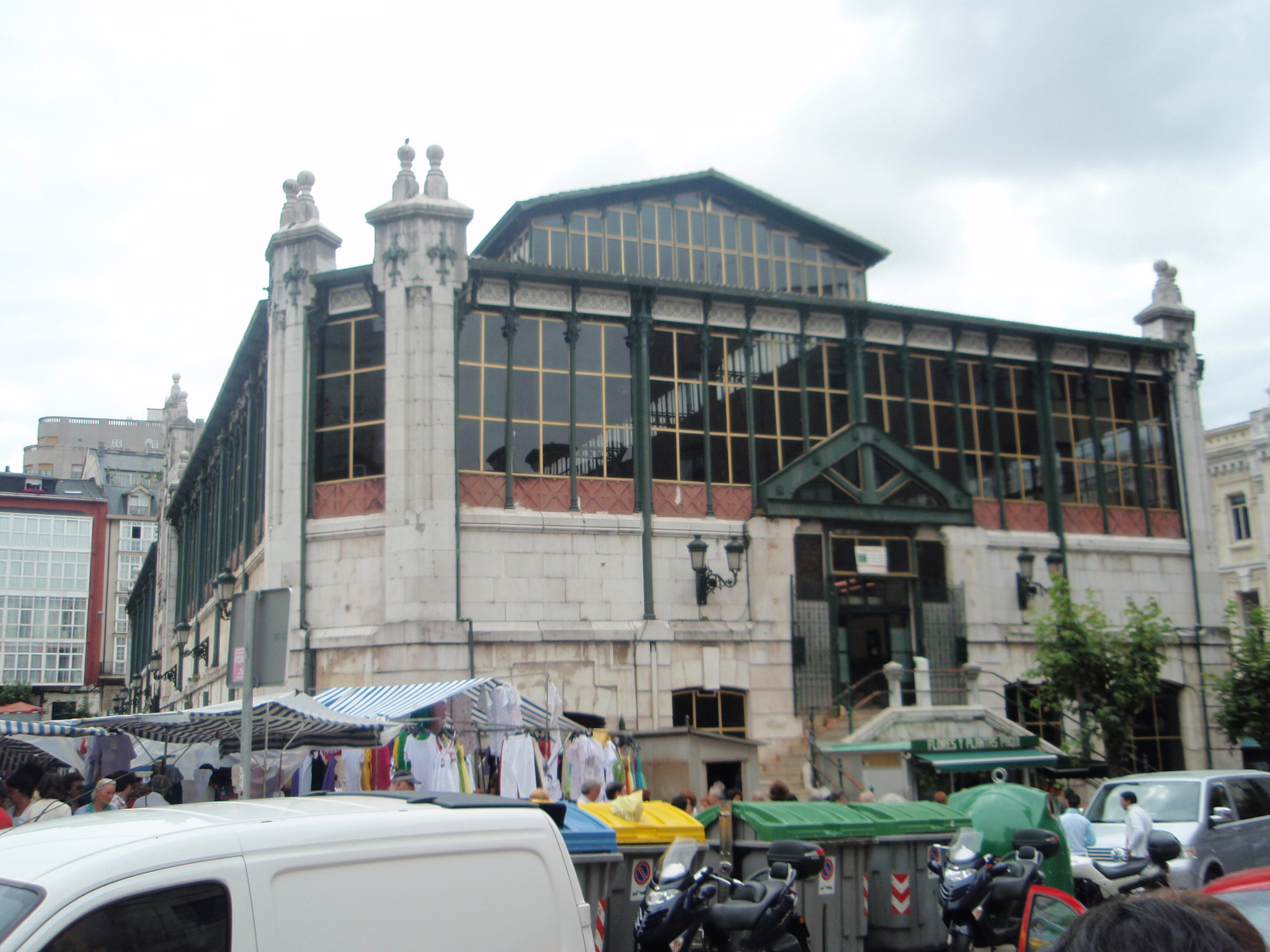
Alzado suroeste

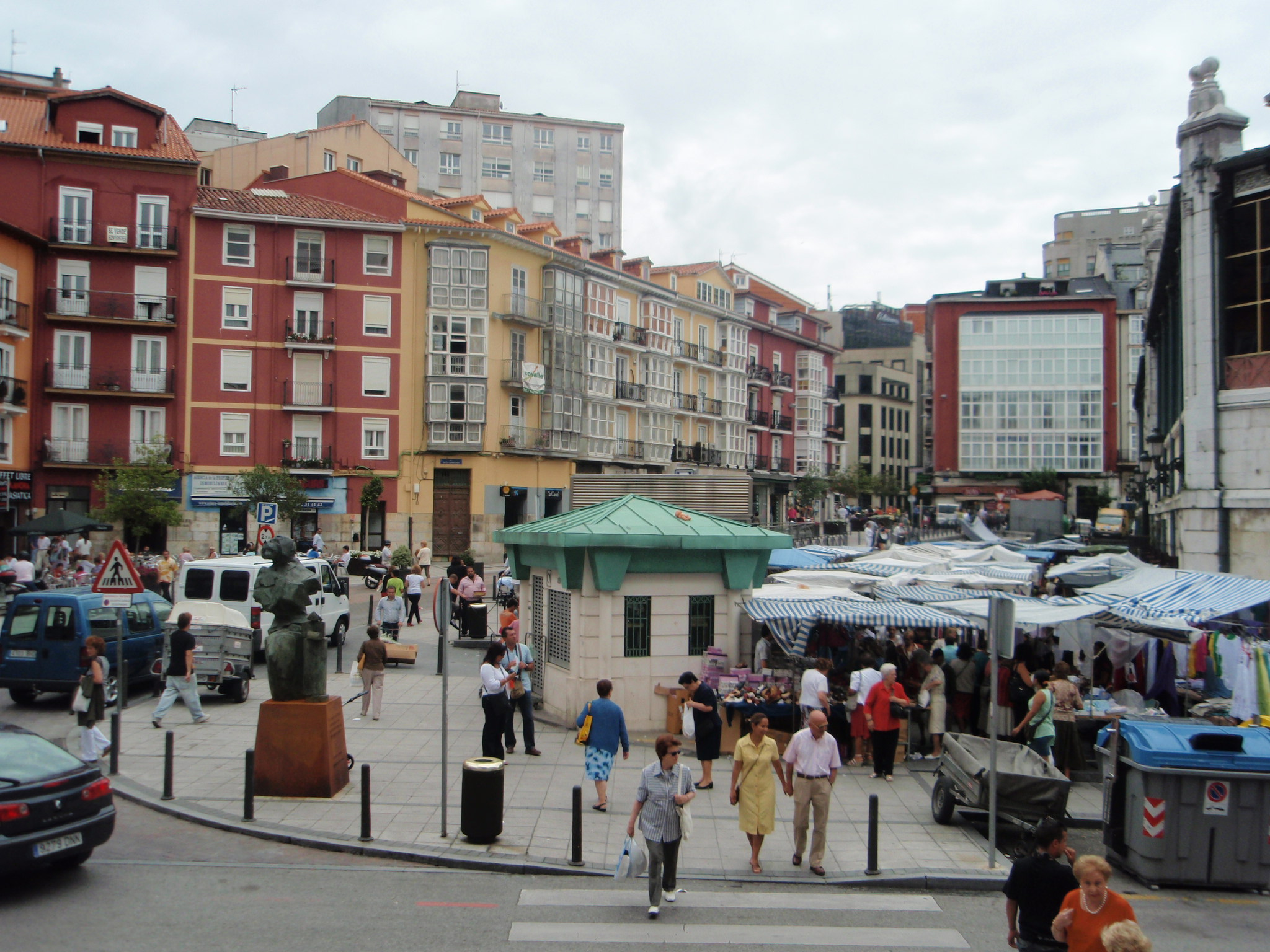
Plaza de la Esperanza

El edificio fue proyectado dentro del Plan Extraordinario de Obras Municipales ideado por Lavín Casalís, que pretendía desplazar el centro urbano del borde marítimo. Los terrenos pertenecían al antiguo Convento de San Francisco, desamortizado en 1837, que se utilizaron también para edificar el ayuntamiento de Santander y la iglesia de San Francisco. El plan urbanístico, que pretendía reformar la ciudad y suplir sus dolencias tras la explosión del Cabo Machichaco, preveía además de la construcción del mercado de la Esperanza la restauración del mercado del Este (que finalmente no se llevó a cabo) y la sustitución del mercado de la Ribera por otro más moderno. Este último, situado frente a los Jardines Pereda, donde hoy está el edificio de Correos, era otro exponente de la arquitectura en hierro española, que tuvo gran repercusión en los mercados de Europa a partir de su utilización en el desaparecido Les Halles (París), así como la también desaparecida Estación de Ferrocarril de la Costa de Santander, obra de Severino Achúcarro.
Por entonces Santander estaba viviendo un auge cultural y económico debido al turismo aristocrático e intelectual, y se estaban construyendo importantes edificios administrativos, comerciales, religiosos y de ocio, en un proceso de embellecimiento y ensanche que encontraría su máxima expresión en el Palacio de la Magdalena.
Tras el incendio de Santander de 1941 se produjo la primera restauración importante, pues el viento había roto las vidrieras. La segunda vino en los años 1970, cuando se proyectaron nuevas instalaciones y se cambió la cubierta por otra nueva y se sustituyeron los ventanales de hierro por otros de aluminio.

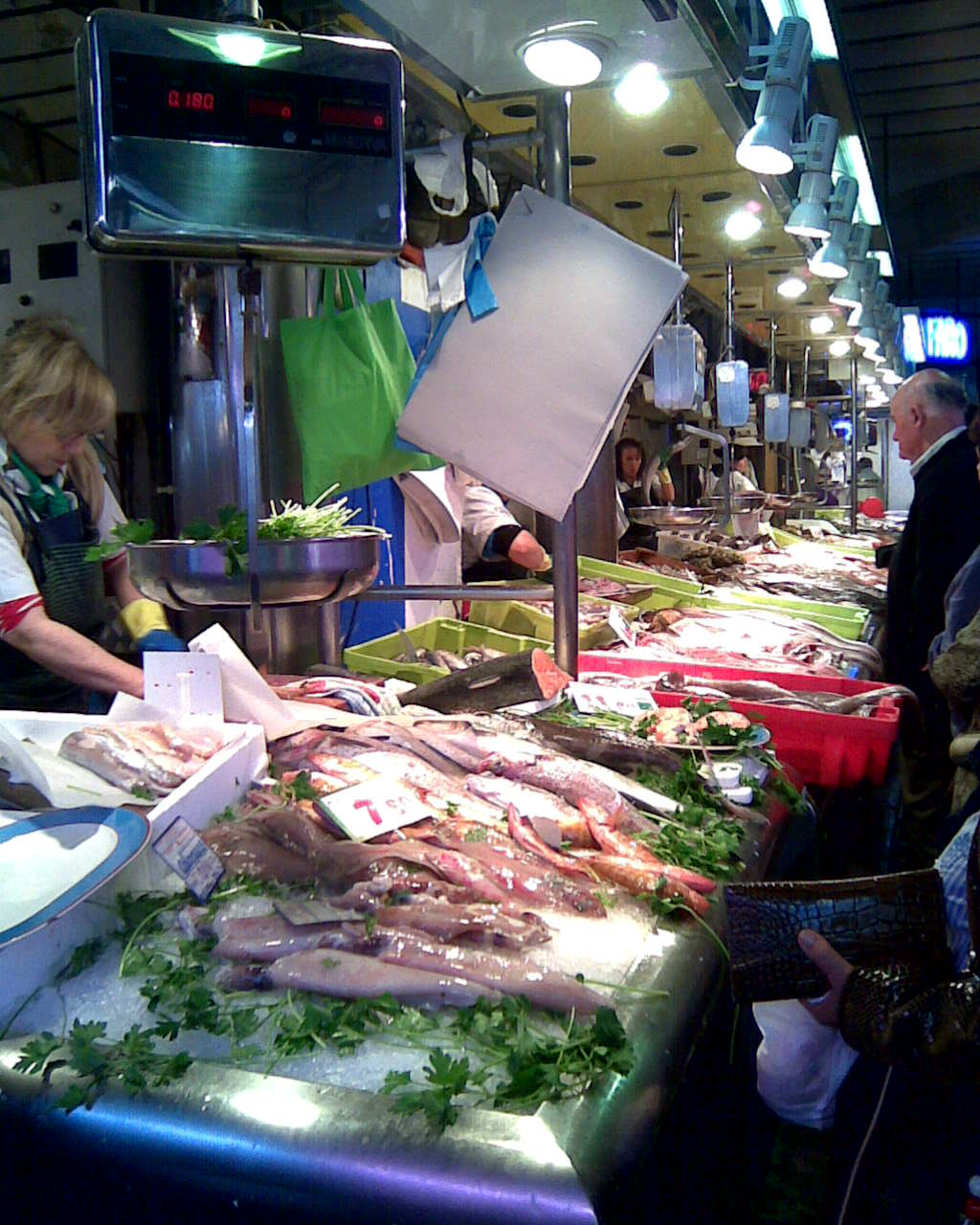
Venta de pescado en el interior del mercado de La Esperanza

En el 2010 el ayuntamiento anunció la remodelación integral del edificio, incluyendo la consolidación de los cimientos y la restauración de la cubierta férrea. El proceso de colocación de la nueva cubierta comenzó 22 de mayo de 2010.

## Arquitectura
Es un gran cuerpo alargado (71 x 25 metros) de esquinas achaflanadas situado tras el ayuntamiento, con un espacio exterior utilizado también como mercado y llamada plaza de la Esperanza. El cuerpo está subdividido en tres crujías simétricas, teniendo mayor luz la central. Está construido en acero y vidrio sobre una base de piedra de sillería, en un estilo ecléctico con muchas trazas modernistas. Consta de dos plantas originalmente incomunicadas, la primera de las cuales es la construida en piedra. Dispone de un lucernario central y alargado que discurre por buena parte de la cubierta. Ésta es de entramado metálico y está terminada con teja cerámica. Los alzados son simétricos, y los dos más largos presentan cuerpos elevados de sillería, centrados, que señalan sendas entradas.